# Sainte-Juliette
Sainte-Juliette is een gemeente in het Franse departement Tarn-et-Garonne (regio Occitanie) en telt 121 inwoners (2009). De plaats maakt deel uit van het arrondissement Castelsarrasin.

## Geografie
De oppervlakte van Sainte-Juliette bedraagt 7,3 km², de bevolkingsdichtheid is dus 16,6 inwoners per km².
De onderstaande kaart toont de ligging van Sainte-Juliette met de belangrijkste infrastructuur en aangrenzende gemeenten.

## Demografie
In de onderstaande figuur is het verloop van het inwonertal (bron: INSEE-tellingen) te zien.